# خرطومی‌صدفان
خرطومی‌صدفان (نام علمی: Panopea) نام یک سرده از زیررده ناجوردندانگان است.